# اهوابو-بواپی
اهوابو-بواپی (به لاتین: Ahouabo-Bouapé) یک منطقهٔ مسکونی در ساحل عاج است که در Agnéby واقع شده‌است.